# Polylectisme
Le polylectisme désigne, en écologie de la pollinisation, le comportement des espèces d'insectes polylectiques qui butinent plusieurs genres de plantes à fleur de manière non spécialisée. Les fleurs sont majoritairement associées à des guildes de pollinisateurs larges, qui fluctuent dans l'espace et dans le temps.
L'opportunisme de ces espèces généralistes leur permet de s'adapter aux variations de ressources au fil des saisons. Cette caractéristique les avantage également dans des environnements perturbés (changements climatiques, perturbations anthropiques) ou hétérogènes.